# Chakassiens flagga

Chakassiens flagga

Chakassiens flagga antogs den 24 september 2003. Chakassiens första flagga antogs den 6 juni 1992.

## Tidigare flaggor
|  |  |  |